# آل مجيد (مكيراس)

تعديل مصدري - تعديل

ال مجيد هي إحدى قرى عزلة مكيراس بمديرية مكيراس التابعة لمحافظة البيضاء، بلغ تعداد سكانها 152 نسمة حسب تعداد اليمن لعام 2004.